# فرانک دوکس
فرانک دوکس (انگلیسی: Frank Dukes؛ زادهٔ ۱۲ سپتامبر ۱۹۸۳) ترانه‌نویس، تهیه‌کننده موسیقی، و دی‌جی اهل کانادا است. وی از سال ۱۹۹۹ میلادی تاکنون مشغول فعالیت بوده‌است.